# Pierre Antoine Baudouin

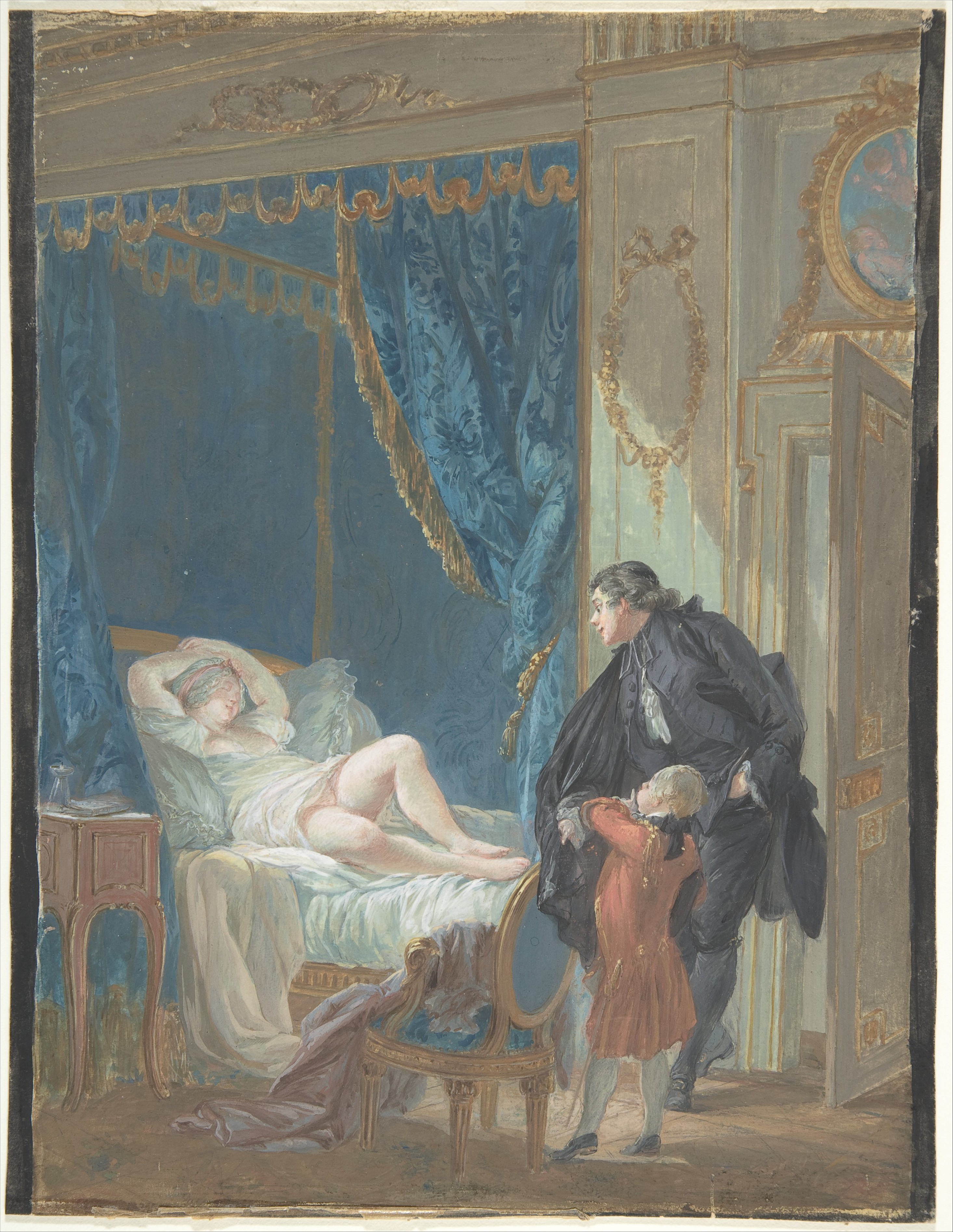
Las Horas del día. La mañana, 1753, gouache, Nueva York, MET.

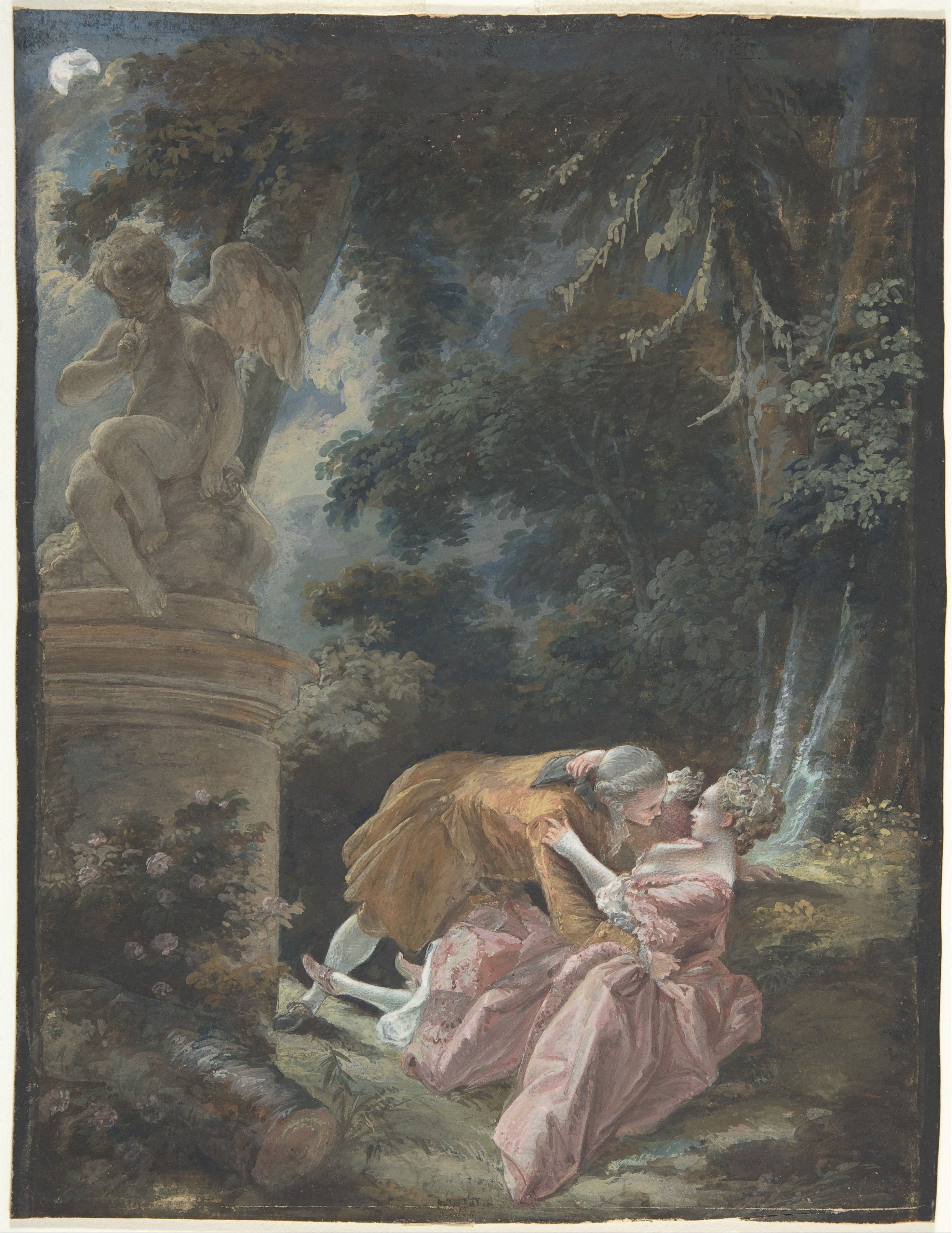
Las Horas del día. La noche, 1753, gouache, Nueva York, MET.

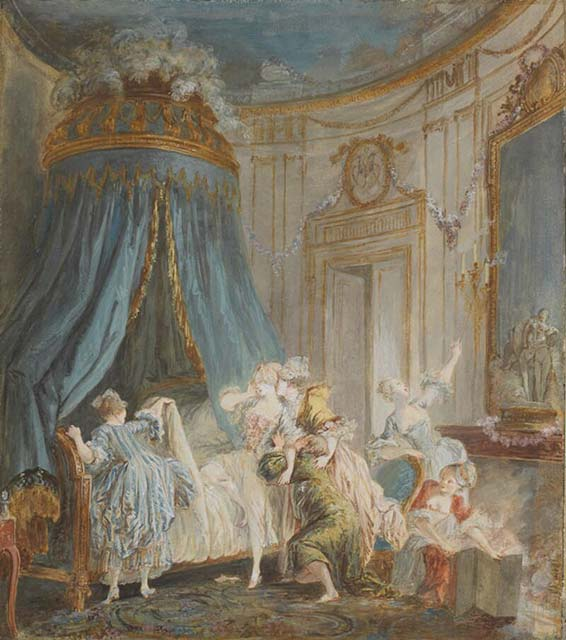
El lecho de la recién casada, 1767, gouache, Ottawa, Galería Nacional de Canadá.

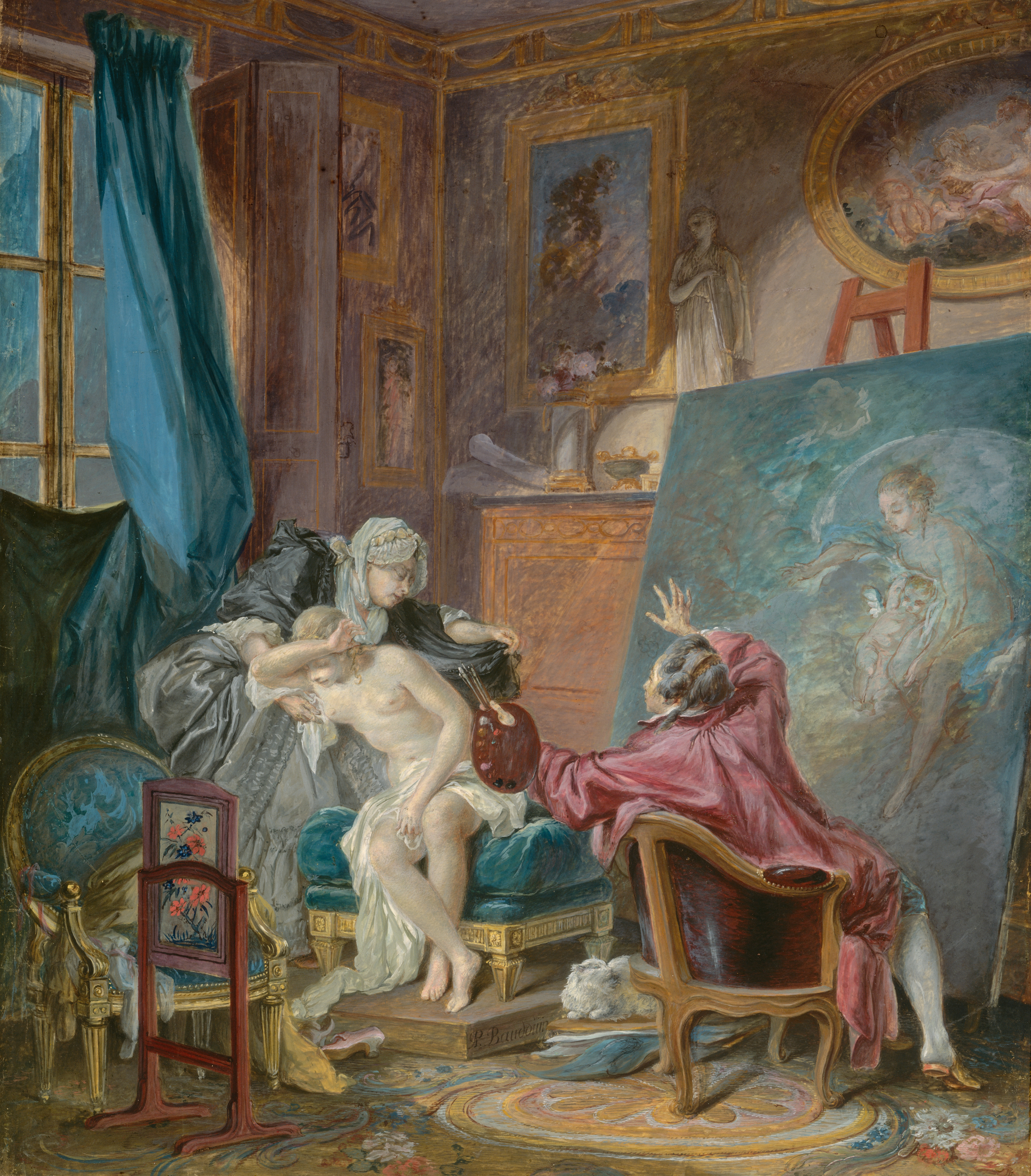
La modelo honesta, 1769, gouache, Washington, Nacional Gallery of Art.

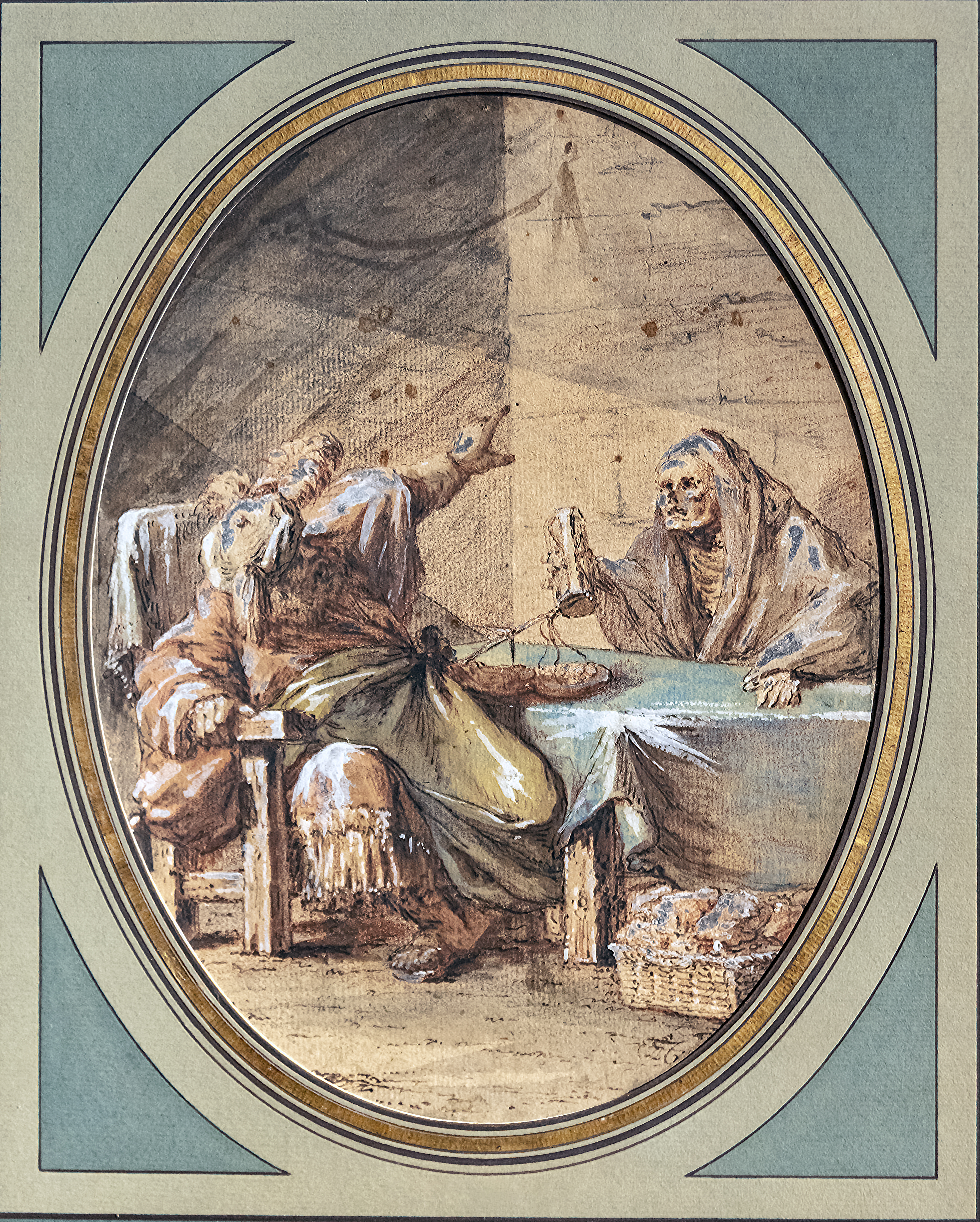
La Muerte y el banquero Museo de los Artes decorativas (París)

Pierre-Antoine Baudouin (1723-1769) fue un dibujante y pintor francés del siglo XVIII, destacado en la época rococó, yerno del maestro Boucher.

## Biografía
Era hijo de un grabador. Fue yerno de François Boucher, que fue su maestro en pintura y en el género galante. 
Contrajo matrimonio con la hija más joven de Boucher, Marie-Émilie, el 8 de abril de 1758. Se especializó luego en las miniaturas al gouache, que expone por primera vez en el Salón de 1761. Es recibido como miembro de la Academia Real en 1763 con un pequeño gouache de asunto histórico Friné acusada de impiedad ante el Areópago, (París, Museo del Louvre) y pinta en lo sucesivo ilustraciones de episodios bíblicos.
No obstante, debe su fama como creador de escenas libertinas en un marco contemporáneo. Llamadas posteriormente polissoneries, propias del rococó francés, eran obras de pequeño formato para la contemplación y coleccionismo privados de aficionados, con escenas íntimas o eróticas vistas desde la perspectiva de un pícaro mirón (voyeur). Tales gouaches fueron expuestos en el Salón de 1763 a 1769. Algunos fueron condenados por el arzobispo de París y por Diderot — que, sin embargo, era autor de novelas libertinas bajo seudónimo — que escribe: « Greuze se ha hecho pintor, predicador de las buenas costumbres; Baudouin, pintor, predicador de las malas. Greuze, pintor de la familia y de la gente honesta; Baudouin, pintor de las casas de alterne y de los libertinos». Y añade a modo de retrato: «Un tipo simpático, fácil, lleno de espíritu y un poco inclinado a llevar una vida disoluta; pero qué tengo que temer, mi mujer tiene más de cuarenta y cinco años! 

Un type sympathique, facile à vivre, plein d'esprit et quelque peu enclin à mener une vie dissolue ; mais qu'ai-je à craindre, ma femme a plus de quarante cinq ans !

.
Una de sus obras maestras es sin duda la serie de cuatro gouaches titulada Las cuatro horas del día (1753) y que De Ghendt traspasó sobre cobre con una gran delicadeza de tonos (1765).
Uno cierto número de sus obras se inspiran directamente en las escenas de amor pastoril de Boucher pero la atención a los temas morales y a los detalles demuestra que fue influido también por Jean-Baptiste Greuze.
Recibió igualmente encargos de la corte. Fue elegido el 20 de noviembre de 1763 miembro de la Academia Real de Pintura y Escultura y fue nombrado pintor del rey. Pinta así en 1766, dos retratos para el rey y una serie de la Vida de la Virgen, en 1767, para Madame du Barry, entonces favorita de Luis XV.
Baudouin fue probablemente el mentor de Jean-Honoré Fragonard en la iconografía libertina. Desde marzo de 1765, compartieron el taller del difunto pintor Jean-Baptiste Deshays de Colleville en el Louvre — de quien Baudouin era concuñado. En 1767, estuvieron juntos copiando los cuadros de Rubens del Palacio del Luxemburgo. En el momento de la prematura muerte de Baudouin en 1769, los dibujos y cuadros de Fragonard abundan en su taller.
Baudouin fue uno de los dibujantes más populares de las últimas décadas del Antiguo Régimen. En 1760, durante la venta Testard, uno de sus pequeños gouaches fue adquirido por 1 750 libras. Recibió encargos de destacados coleccionistas como el marqués de Marigny. Varios de sus gouaches grabados por Nicolas Ponce, tal como Annette y Lubin conocieron gran éxito. La venta de su taller tuvo lugar en marzo de 1770.
Su hijo, François-Jean Baudouin (1759-1835) resultó, a pesar de su parentesco y de la desaparición definitiva del mundo del libertinaje después de 1789, el impresor oficial de las asambleas revolucionarias a partir de 1790, porque fue criado después de la muerte de su padre por el impresor Michel Lambert que era su tío paterno.

## Obra
Una primera tentativa de catálogo razonado de su obra fue publicada en 1875 por Emmanuel Bochet (1835-1919) aunque de modo indirecto, es decir por los grabados de sus gouaches y dibujos. El conjunto se compone principalmente de gouaches sobre papel, dibujos a la pluma y sanguina, miniaturas sobre marfil o madera, pasteles, y muy escasos óleos sobre tela. Frecuentemente reproducidas en grabados durante la vida del artista y a título póstumo, ciertas obras originales perdidas solo son conocidas por su mención hecha en el Salón, y también igualmente por el grabado mismo.
Curiosamente, Portalis y Beraldi señalan a Baudouin como autor, en sus comienzos, de un solo grabado: se trata de un aguafuerte que adorna el libreto de La Princesa de Navarra, comedia-ballet creada en Versalles el 23 de enero de 1745. No debe ser confundido con el coronel y grabador Simon René de Baudouin.
- « Las cuatro horas del día » (serie de 4 gouaches, 25,9 × 20 , 1753)
  - La mañana, una mujer desnuda y dormida en su alcoba es contemplada por un hombre con atuendo eclesiástico acompañado de un paje, Nueva York, MET.[6]
  - El mediodía, una mujer dormida en el jardín, un libro cerca de su mano.
  - La tarde, mujer desnuda que se viste ante un espejo.
  - La noche, mujer en el jardín se ofrece a su amante, Nueva York, MET[7]
- Lot embriagado por sus hijas, gouache de 1761.
- El Descanso en la huida a Egipto, gouache de 1761.
- Lot y sus hijas dormidas, gouache de 1761.
- Friné acusada de impiedad ante las areopágitas, gouache, Salón de 1763, 46,4 × 38,2 , París, museo del Louvre[8]
- El curioso, 1763-1769, gouache, colección particular; un anciano abad espía desde una puerta de cristal a una joven que va a recibir una lavativa íntima[9]
- El recolector de guindas (hacia 1764-65), pintura sobre tela, 91,1 × 71,8 , Canadá, colección privada (antigua colección Cailleux, primera serie de amores campestres ?).[10]
- El catecismo, gouache de 1765, Estados Unidos, colección privada.
- El confesionario, gouache de 1765.
- Annette y Lubin, gouache de 1765, copia, París, museo Cognacq-Jay.
- El carcaj vacío (La joven despreciada), Salón de 1765, gouache.
- Los niños expósitos, gouache de 1765.
- La lectura (La lectora dormida), hacia 1765, 29 × 22,5 , París, museo de los Artes Decorativas[11]
- « Los amores campestres », serie de 4 gouaches (Salón, 1765-1767) :
  - I : Pequeño idilio galante, 33,5 × 42 , colección particular.
  - II : Una joven reñida por su madre, 30,5 × 23,9 , Cleveland, Museo de Arte de Cleveland.
  - III : La visita del amante, 31,8 × 21,6 , Cleveland, Museo de Arte de Cleveland.
  - IV : La cabaña o La madre que sorprende a su hija sobre un fardo de paja, 31,3 × 41,6 , colección particular.
- Paseo familiar en el jardín, gouache de 1765-1766, 27,4 × 38,9 , Washington, National Gallery of Art.[12]
- Las curas tardías, hacia 1767, gouache, 29 × 21 , París, museo de las Artes Decorativas.
- El lecho de la recién casada, 1767, 36 × 31,7 , obra destinada al marqués de Marigny, recién casado, Ottawa, Galería Nacional de Canadá.
- El Sentimiento de Amor cediendo a la Necesidad, 1767.
- La esposa indiscreta, hacia 1767-1769, gouache, 30 × 27 , París, museo de las Artes Decorativas.
- La modelo honesta, 1769, gouache, 40,6 × 35,7 , Washington, National Gallery of Art.

Departamento de las artes gráficas del museo del Louvre :
- Concierto de cámara, el cuarteto, miniatura en medallón.[13]
- Diana herida por Amor, miniatura sobre marfil en medallón.[14]
- El mensaje de amor, miniatura sobre marfil en paisaje.[15]
- Serie de escenas galantes, dos dibujos, pluma y grafito
- Serie de retratos dibujados

Demás, no datados :
- La comida campestre, gouache, París, museo Cognacq-Jay.[16]
- La noche en las Tullerías, gouache, París, museo Cognacq-Jay — hay una copia en una colección particular.[17][2]
- El galante jardinero, copia del original [1780], Clermont-Ferrand, museo de arte Roger-Quilliot.[18]
- El camino de la fortuna, gouache, Estados Unidos, colección Jeffrey Horvitz.
- Joven mujer sentada en un parque, gouache, 33 × 45,7 , colección privada.
- Escena erótica en un paisaje, óleo y pastel en óvalo, 27 × 27 , colección privada.
- Joven sirvienta despertada por su gato en un desván, acuarela y tinta, 18,5 × 13,5 , colección privada.
- Ninfas dormidas espiadas por faunos, óleo sobre tela, 34 × 42 , Narbona, museo de la ciudad.
- La invención del dibujo
- La Muerte de Británico
- Céfalo y Procris